# Кооль, Евгений Николаевич
Евгений Николаевич Кооль (16 декабря 2001, Анапа) — российский боксёр. Двукратный чемпион России, участник чемпионата мира в Белграде. Мастер спорта России международного класса (2022).

## Биография
Евгений Кооль родился 16 декабря 2001 года в Анапе, Краснодарский край. По наставлению отца с пятилетнего возраста стал заниматься в секции бокса, в дальнейшем проходил подготовку в спортивном клубе «Торпедо» в Москве, тренировался у М. М. Голубевой и О. В. Меньшикова.
В 2020 году дебютировал на чемпионате России в Оренбурге. Во втором поединке в категории до 69 кг уступил дагестанцу Шахабасу Махмудову, который в итоге стал серебряным призёром турнира.
На чемпионате России 2021 года в Кемерове в полусреднем весе стал чемпионом. В решающем бою взял верх над представителем Чечни Тарханом Идиговым. В составе российской сборной принял участие в чемпионате мира в Белграде. В категории до 67 кг победил англичанина Харви Ламберта, но в 1/16 финала потерпел поражение от украинца Виктора Петрова и выбыл из борьбы за медали.
В 2022 году выиграл серебряную медаль на чемпионате России в Чите, в финале уступил Тархану Идигову. В ходе календарного года был удостоен звания мастера спорта, а затем мастера спорта международного класса.
На чемпионате России 2024 года в Иркутске стал двукратным чемпионом страны в полусредней весовой категории.
В 2025 году на Кубке России в Самаре занял первое место в полусреднем весе и получил приз «За технико‑тактическое мастерство».
У Евгения есть младшая сестра Анастасия Кооль (род. 2005), которая также успешна в боксе.

## Спортивные достижения
| Год  | Соревнование     | Место |
| ---- | ---------------- | ----- |
| 2021 | Чемпионат России | 1     |
| 2022 | Чемпионат России | 2     |
| 2024 | Чемпионат России | 1     |
| 2025 | Кубок России     | 1     |